# اتحاد ساموا الأمريكية لكرة القدم
تأسس اتحاد ساموا الأمريكية لكرة القدم في عام 1984م وانضم إلى الإتحاد الدولي لكرة القدم في 1998م وإنضم إلى اتحاد أوقيانوسيا لكرة القدم في 1998م.

## روابط إضافية
- Official website
- OFC website entry
- American Samoa at فيفا
- Soccer Now Online
- Sporting Pulse